# Elezioni presidenziali in Cile del 1964
Le elezioni presidenziali in Cile del 1964 si tennero il 4 settembre. Esse videro la vittoria di Eduardo Frei Montalva del Partito Democratico Cristiano del Cile, che divenne Presidente.

## Risultati
| Candidati             | Partiti                                | Voti      | %     |
| --------------------- | -------------------------------------- | --------- | ----- |
| Eduardo Frei Montalva | Partito Democratico Cristiano del Cile | 1 409 012 | 56,09 |
| Salvador Allende      | Partito Socialista del Cile            | 977 902   | 38,93 |
| Julio Durán Neumann   | Partito Radicale del Cile              | 125 233   | 4,99  |
| Totale                | Totale                                 | 2 512 147 | 100   |

## Quadro politico

### Partito Democratico Cristiano del Cile
Il Partito Democratico Cristiano del Cile di orientamento social-cristiano ha candidato il suo leader indiscusso nonché fondatore dello stesso partito Eduardo Frei Montalva presentando un programma incentrato a perseguire la cosiddetta rivoluzione nella libertà di tendenza moderatamente progressista come alternativa a quello delle sinistre. Frei venne sostenuto dalla destra (liberali e conservatori non presentarono infatti candidato) ma di fatto si presentò come candidato centrista. Si ripresenta per la seconda volta alla presidenza del paese dopo essere stato sconfitto sei anni prima.
Frei si pose in alternativa sia al capitalismo sia al socialismo, promettendo un governo attento alle questioni sociali. Questo risultato fu visto con grande favore in tutto il mondo perché si trattava del primo caso di vittoria di una forza politica che si oppone al liberismo e al marxismo conciliando le esigenze dell'economia di mercato con le questioni sociali.

### Fronte di Azione Popolare
Il Fronte di Azione Popolare, formato dal Partito Socialista del Cile, dal Partito Comunista del Cile e da altre formazioni progressiste, candida il socialista Salvador Allende che si ripresenta per la terza volta dopo essere stato sconfitto. Allende presenta un programma marxista con nazionalizzazioni di imprese e riforma agricola. Osteggiato sia dagli Stati Uniti sia dall'oligarchia cilena è stato più volte accusato di trasformare il Cile in una dittatura comunista nel caso avesse vinto.

### Fronte Democratico
Il governo uscente di Jorge Alessandri di centro-destra si spaccò. Alla fine una parte sostenne come candidato alla sua successione il radicale Julio Durán. Tuttavia non tutto il suo elettorato appoggiò tale candidato perché non risultava favorito alla successione di Alessandri. Nel timore della vittoria di Allende sostenne la candidatura democristiana danneggiando l'appoggio popolare al candidato.

### Campagna
La campagna elettorale fu molto combattuta fra tre modelli politici ed economici: il marxismo, il liberismo e l'economia sociale di mercato. Frei prometteva una rivoluzione nella libertà in opposizione a quella marxista, temuta in quanto potesse sfociare in una dittatura. Per questo motivo Frei condivise parte delle proposte di Allende, come la nazionalizzazione delle miniere di rame e la riforma agraria.
Allende invece propose un'alternativa molto più radicale, con l'eliminazione sistematica del capitalismo dalla società cilena e la transizione pacifica verso il socialismo.
I sostenitori del candidato Durán si opposero ai candidati del centro e della sinistra e si presentarono come continuazione del governo conservatore uscente di Jorge Alessandri.
Tuttavia prima delle elezioni presidenziali si svolse un'elezione complementare per il seggio parlamentare di Curicó e inaspettatamente vinse un candidato socialista con il 39,2% contro il 32,5% della destra e il 27,7% della Democrazia Cristiana. Per questo motivo la destra per evitare una drammatica sconfitta decise di appoggiare il candidato centrista ma quest'ultimo non cambiò il suo programma e quindi venne sostenuto solamente come male minore rispetto ad Allende.
Tuttavia Julio Durán si ripresentò comunque ma il suo appoggio cala vistosamente a favore di Frei. Il candidato democristiano ottenne un consistente finanziamento dall'amministrazione americana democratica ed è stimato intorno ai 4.000.000 di dollari per evitare la vittoria del candidato socialista di Allende. Nel 1975 una Commissione del Senato degli Stati Uniti rivelò che la CIA spese più di 2,6 milioni di dollari per sostenere la campagna elettorale di Frei Montalva per evitare che il paese cadesse nelle mani del marxista Allende.